# Bill Ponsford
William Harold Ponsford MBE (* 19. Oktober 1900 Melbourne, Australien; † 6. April 1991 in Kyneton, Australien) war ein australischer Cricketspieler. 1935 wurde er zu einem der fünf Wisden Cricketers of the Year gewählt.

## Karriere
William „Bill“ Ponsford bestritt während seiner Karriere insgesamt 162 First-Class Cricket Matches, bei denen er insgesamt 13.819 Runs erzielte (65,18 Runs pro Wicket). Die meisten First-Class Matches absolvierte er für das Team von Victoria. Zwei Mal konnte er den Rekord für die meisten erzielten Runs in einem First-Class Innings verbessern. Den ersten Rekord stellte er im Februar 1923 bei einem Match gegen Tasmanien auf, bei dem er den zuvor 27 Jahre bestehenden Rekord von Archie MacLaren von 424 auf 429 Runs verbesserte. 1927 verbesserte er seinen eigenen Rekord bei einem Match gegen Queensland, bei dem er 437 Runs erzielte. Damit ist er neben Brian Lara der einzige Cricketspieler, der bei zwei First-Class Matches mindestens 400 Runs erzielen konnte. Für das australische Team bestritt Bill Ponsford 29 Tests, bei denen er 2.122 Runs (48,22 Runs pro Wicket) erzielte. Sein Testdebüt feierte er im Dezember 1924 gegen England in Sydney. Seinen letzten Einsatz bei einem Test hatte Ponsford im August 1934 gegen England.